# Cai Chang
Cai Chang, född 1900, död 1990, var en kinesisk politiker (Kinas kommunistiska parti). Hon var ordförande för All-China Women's Federation 1949-1967, och medlem av KKP:s centralkommitté 1956-1982. Hon fungerade också som vice ordförande i den ständiga kommittén för National People's Congress mellan 1975 och 1983, och var som sådan en av Folkrepubliken Kinas vicepresidenter.